# 普卢伊内克
普卢伊内克（法語：Plouhinec，法語發音：[pluinɛk]）是法国莫尔比昂省的一个市镇，位于该省西南部，属于洛里昂区。

## 地理
普卢伊内克（47°41'51"N, 3°15'4"W）面积35.58 平方千米，位于法国布列塔尼大區莫尔比昂省，该省份为法国西北部沿海省份，位于布列塔尼半岛南部，北起阿摩尔滨海省、西接菲尼斯泰尔省，南濒大西洋，东南接大西洋卢瓦尔省，东临伊勒-维莱讷省。
与普卢伊内克接壤的市镇（或旧市镇、城区）包括：梅尔勒沃内、圣埃莱娜、洛科阿勒-芒东、贝尔兹、加夫尔、里扬泰克、埃尔德旺、埃泰勒。

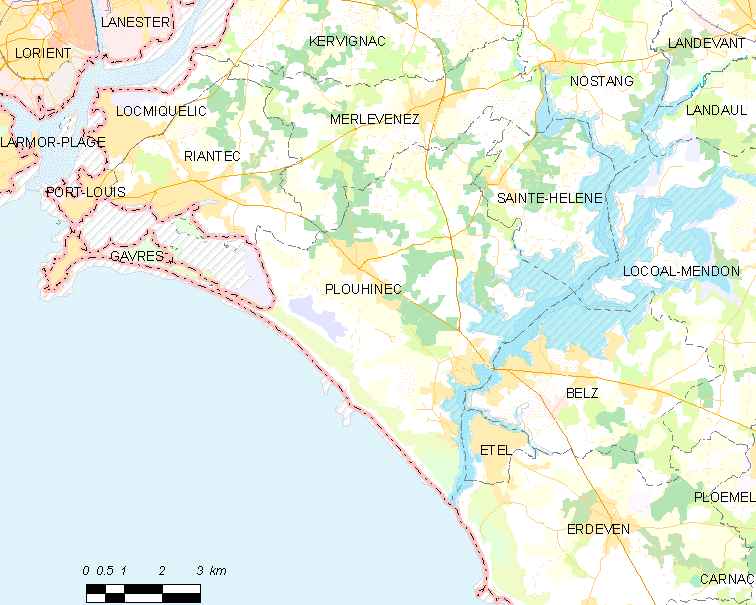
普卢伊内克的OSM定位图

普卢伊内克的时区为UTC+01:00、UTC+02:00（夏令时）。

## 行政
普卢伊内克的邮政编码为56680，INSEE市镇编码为56169。

## 政治
普卢伊内克所属的省级选区为普吕维涅县。

## 人口

1962-2008年间普卢伊内克人口变化图示

普卢伊内克于2022年1月1日时的人口数量为5343人。